# Alan Parsons
Alan Parsons (Londen, 20 december 1948) is een Britse componist, musicus en producer. Hij is bekend als producer van onder andere Pink Floyd (The Dark side of the moon) en werkte bij de beroemde Abbey Road Studios.
Later richtte hij samen met Eric Woolfson in de jaren 70 de band The Alan Parsons Project op. Met veel (meer en minder) bekende studiomuzikanten maakte deze co-creatie zeer gepolijste conceptalbums. Het bekendst zijn het op single uitgebrachte "The Turn of a Friendly Card" (gezongen door Chris Rainbow) en het door ex-Zombies zanger Colin Blunstone gezongen "Old and Wise". De grootste hit van The Alan Parsons Project in Nederland was echter het door de medeoprichter en coproducer Eric Woolfson gezongen "Don't Answer Me".

## Biografie
Al vroeg was duidelijk dat zijn interesse bij de muziek lag. Hij leerde als kind piano en fluit spelen, pikte als tiener de gitaar op en speelde op school zowel solo als in diverse bandjes.
Parsons werkte als (assistent)-technicus mee aan Abbey Road van The Beatles, aan verschillende platen van Wings, aan platen van de The Hollies (onder andere "He ain't heavy he's my brother" en "The air that I breathe") en van Pink Floyd (Atom Heart Mother en Dark Side of the Moon, waarvoor hij een Grammy Award kreeg). Hij produceerde albums van John Miles, Steve Harley & Cockney Rebel, Pilot (Magic) en Al Stewart (Year of the cat).
In 1976 besloot Alan Parsons voor zichzelf te beginnen. Als een soort filmproducent bracht hij projecten, waarvoor hij eerst zelf het basisidee verzon. Vervolgens werkte hij zijn ideeën verder uit met zijn min of meer vaste componist Eric Woolfson (die de meeste nummers schreef) en contracteerde hij geschikte (studio)musici. Daarmee nam hij de albums op, zogeheten conceptelpees, waarbij alle nummers een onderdeel vormen van een basisonderwerp.
Parsons roem bereikte hoge toppen. Voor zijn eerste project Tales of Mystery and Imagination - Edgar Allan Poe (1976) kreeg hij een Grammy Award. Er volgden nog twee elpees: I Robot (1977) en Pyramid (1978).
In 1978 verhuisde Parsons naar Zwitserland, waar hij zijn eigen platenstudio liet bouwen. In eigen beheer volgden nog vele platen, waarbij hij met verschillende artiesten samenwerkte, zoals Colin Blunstone en John Miles. Er ontstonden platen als The turn of a friendly card, Eye in the sky en Ammonia avenue.
In 1990 ontstond er een breuk tussen Alan Parsons en Eric Woolfson. De laatstgenoemde wilde verder met het schrijven en arrangeren van musicals. Parsons daarentegen wilde verder met de conceptalbums. Na het vertrek van Woolfson verschenen nog verschillende albums. Geen van alle had veel succes.
Tussen 2010 en 2014 toerde hij met zijn Alan Parsons Live Project. Hij deed enkele keren Nederland aan. In het najaar van 2010 trad de band op in enkele Nederlandse theaters (Breda, Heerlen, Eindhoven, Utrecht en Rotterdam). In het voorjaar van 2013 waren er optredens in Rotterdam, Eindhoven, Utrecht, Heerlen en Enschede. Ook in november 2017 maakte hij een korte tour door Nederland.

## Discografie

### Albums
| Album met eventuele hitnotering(en) in de Nederlandse Album Top 100 | Datum van verschijnen | Datum van binnenkomst | Hoogste positie | Aantal weken | Opmerkingen                                    |
| ------------------------------------------------------------------- | --------------------- | --------------------- | --------------- | ------------ | ---------------------------------------------- |
| The Alan Parsons Project                                            |                       |                       |                 |              |                                                |
| Tales of Mystery and Imagination                                    | 19-05-1976            | -                     | -               | -            |                                                |
| I Robot                                                             | 04-06-1977            | 30-07-1977            | 13              | 10           |                                                |
| Pyramid                                                             | 17-06-1978            | 01-07-1978            | 23              | 6            |                                                |
| Eve                                                                 | 27-08-1979            | 29-09-1979            | 40              | 3            |                                                |
| The Turn of a Friendly Card                                         | 07-11-1980            | 15-11-1980            | 17              | 12           |                                                |
| Eye in the Sky                                                      | 05-1982               | 15-5-1982             | 4               | 41           |                                                |
| The best of                                                         | 1983                  | -                     | -               | -            |                                                |
| Ammonia Avenue                                                      | 07-02-1984            | 10-03-1984            | 1 (1 wk)        | 21           |                                                |
| Vulture culture                                                     | 08-12-1984            | 02-03-1985            | 3               | 11           |                                                |
| Stereotomy                                                          | 15-11-1985            | 04-01-1986            | 13              | 10           |                                                |
| Gaudí                                                               | 28-01-1987            | 24-1-1987             | 2               | 19           |                                                |
| Limelight (Best of, vol 2)                                          | 1987                  | -                     | -               | -            |                                                |
| Popclassics (The best of)                                           | 09-10-1989            | -                     | -               | -            |                                                |
| Freudiana                                                           | 1990                  | 17-11-1990            | 51              | 8            | uitgebracht als 'Alan Parsons & Eric Woolfson' |
| The ultimate collection                                             | 1992                  | -                     | -               | -            |                                                |
| Alan Parsons                                                        |                       |                       |                 |              |                                                |
| Tales of mystery and imagination '87                                | 10-1987               | 28-11-1987            | 75              | 1            |                                                |
| Try anything once                                                   | 25-10-1993            | 16-11-1993            | 32              | 14           |                                                |
| Live (The very best of)                                             | 1994                  | 07-01-1995            | 32              | 10           |                                                |
| On air                                                              | 24-09-1996            | 21-09-1996            | 22              | 12           |                                                |
| The time machine                                                    | 28-09-1999            | 18-09-1999            | 27              | 7            |                                                |
| The definitive collection                                           | 2000                  | 26-2-2000             | 95              | 2            |                                                |
| A valid path                                                        | 24-08-2004            | -                     | -               | -            |                                                |
| The Secret                                                          | 26-04-2019            | 05-05-2019            | 20              | 2            |                                                |

### Singles
| Single met eventuele hitnotering(en) in de Nederlandse Top 40 | Datum van verschijnen | Datum van binnenkomst | Hoogste positie | Aantal weken | Opmerkingen                  |
| ------------------------------------------------------------- | --------------------- | --------------------- | --------------- | ------------ | ---------------------------- |
| The Turn of a Friendly Card                                   | 03-06-1981            | -                     | -               | -            |                              |
| Old and Wise                                                  | 12-1982               | 18-12-1982            | 19              | 8            |                              |
| Don't answer me                                               | 1984                  | 10-03-1984            | 10              | 10           | TROS Paradeplaat Hilversum 3 |
| Let's talk about me                                           | 1985                  | 02-03-1985            | 40              | 5            |                              |

### Dvd's
| Dvd's met hitnoteringen in de Nederlandse Music Top 30 | Datum van verschijnen | Datum van binnenkomst | Hoogste positie | Aantal weken | Opmerkingen          |
| ------------------------------------------------------ | --------------------- | --------------------- | --------------- | ------------ | -------------------- |
| Eye 2 Eye - Live in Madrid                             | 2010                  | 27-03-2010            | 19              | 2            |                      |
| The Alan Parsons Symphonic Project – Live In Colombia  | 2016                  | 27-05-2016            |                 |              |                      |
| The Neverending Show: Live In The Netherlands          | 2021                  |                       |                 |              | Opgenomen in Utrecht |

## Producer
Omdat Alan Parsons als producer in loondienst was bij de studio, werd hij ook betaald voor het "producen" van zijn eigen platen.